# Stramilano
Die Stramilano ist eine Laufveranstaltung in Mailand, die seit 1972 stattfindet und von der Gruppo Alpinistico Fior di Roccia organisiert wird. Seit 1976 ist der Hauptlauf ein Halbmarathon (Stramilano Agonistica Internazionale), der einer der bedeutendsten Straßenläufe weltweit ist. Außerdem gehören zum Programm die Stramilano dei 50.000, ein Volkslauf über 10 km ohne Zeitmessung mit ca. 50.000 Teilnehmern, und die Stramilanina, ein Lauf über 5 km für Kinder und Familien.

## Geschichte
Ins Leben gerufen wurde die Veranstaltung von Renato Cepparo, einem Aktivisten im Bereich des Breitensports. Am 14. März 1972 fand die Erstaustragung über eine Länge von ca. 22 km auf der äußeren Ringstraße von Mailand statt.
Nach drei Jahren, in denen der Lauf keinen Wettkampfcharakter hatte, wurde 1976 ein Straßenlauf über 21,097 km für internationale Elite-Athleten eingerichtet, der bis heute kontinuierlich ausgetragen wird. Die einzige Ausnahme bildet 1985, als er durch einen Ekiden über die Marathondistanz für Dreier-Teams ersetzt wurde. Diesen Wettbewerb gewann die portugiesische Mannschaft (Carlos Lopes, Elísio Rios, Carlos Capítulo). Lopes war es auch, der mit 40:08 min die schnellste Teiletappe über 14,065 km lief. 1993 blieb Moses Tanui mit 59:47 min als erster Mensch unter der Ein-Stunden-Marke im Halbmarathon. 1996 erzielte Paul Tergat sogar eine Zeit von 58:51 min; jedoch stellte sich heraus, dass die Strecke um 49 Meter zu kurz war, weswegen keine Anerkennung als Weltbestzeit erfolgte. Tergat brach schließlich zwei Jahre später die Rekordmarke von Tanui mit einer Zeit von 59:17 min. 2002 siegte Rachid Berradi mit dem aktuellen italienischen Rekord von 1:00:20 h.
Seit 2004 ist auch ein Elitelauf für Frauen wieder ein fester Teil des Programms.

## Strecke
Der Start ist auf der Piazza Castello am Castello Sforzesco. Zunächst geht es nach Nordwesten auf eine Wendepunktstrecke auf dem Corso Sempione. Danach wird die Innenstadt im Uhrzeigersinn auf einem Kurs umrundet, der im Wesentlichen dem äußeren Straßenring folgt. Bei km 18 biegt man wieder auf den Corso Sempione ein, über den man zum Ziel in der Arena Civica gelangt.

## Statistik

### Streckenrekorde
- Männer: 59:12 min, James Mwangi Wangari  Kenia, 2016
- Frauen: 1:07:42 h, Ruth Chepngetich  Kenia, 2017

### Siegerliste
Quellen: Website des Veranstalters, ARRS
| Datum         | Männer                        | Nation     | Zeit    | Frauen                   | Nation      | Zeit    |
| ------------- | ----------------------------- | ---------- | ------- | ------------------------ | ----------- | ------- |
| 23. März 2025 | Simon Mwangi Waithira         | Kenia      | 1:00:54 | Morine Gesare Michira    | Kenia       | 1:08:47 |
| 24. März 2024 | Antony Kimtai                 | Kenia      | 1:00:31 | Genaneh Anchinalu Dessie | Äthiopien   | 1:07:55 |
| 19. März 2023 | Cosmas Mwangi Boi             | Kenia      | 0 59:40 | Gladys Cherop Longari    | Kenia       | 1:07:28 |
| 15. Mai 2022  | Dickson Nyakundi              | Kenia      | 1:03:47 | Giovanna Epis            | Italien     | 1:11:46 |
| 24. März 2019 | Vincent Rerimoi               | Kenia      | 1:00:10 | Priscah Jeptoo           | Kenia       | 1:08:26 |
| 25. März 2018 | Felix Kibitok                 | Kenia      | 1:00:11 | Sutume Asefa Kebede      | Äthiopien   | 1:07:54 |
| 19. März 2017 | Frederick Oncocke Moronga     | Kenia      | 1:01:20 | Ruth Chepngetich         | Kenia       | 1:07:42 |
| 20. März 2016 | James Mwangi Wangari          | Kenia      | 0 59:12 | Rael Nguriatukei Kiyara  | Kenia       | 1:10:19 |
| 29. März 2015 | Thomas James Lokowa -2-       | Kenia      | 1:00:33 | Rebecca Kangogo Chesire  | Kenia       | 1:08:21 |
| 23. März 2014 | Thomas James Lokowa           | Kenia      | 1:01:39 | Lucy Wambui Murigi       | Kenia       | 1:10:52 |
| 24. März 2013 | Kiprop Limo                   | Kenia      | 1:01:49 | Pauline Njeri Kahenya    | Kenia       | 1:11:18 |
| 25. März 2012 | Yacob Jarso                   | Äthiopien  | 1:01:07 | Valeria Straneo          | Italien     | 1:08:48 |
| 27. März 2011 | Mathew Kipkoech Kisorio       | Kenia      | 1:00:03 | Ababel Eyeshaneh Brihane | Äthiopien   | 1:09:54 |
| 21. März 2010 | Moses Cheruiyot Mosop         | Kenia      | 0 59:20 | Jane Jepkosgei Kiptoo    | Kenia       | 1:09:52 |
| 5. Apr. 2009  | Paul Kimaiyo Kimugul -2-      | Kenia      | 1:01:03 | Aberu Kebede             | Äthiopien   | 1:08:43 |
| 6. Apr. 2008  | Philemon Kipchumba Kisang -2- | Kenia      | 1:02:14 | Maria Zeferina Baldaia   | Brasilien   | 1:13:50 |
| 1. Apr. 2007  | Philemon Kipchumba Kisang     | Kenia      | 1:00:55 | Anikó Kálovics -3-       | Ungarn      | 1:08:58 |
| 2. Apr. 2006  | Paul Kimaiyo Kimugul          | Kenia      | 1:00:49 | Anikó Kálovics -2-       | Ungarn      | 1:10:55 |
| 10. Apr. 2005 | Wilson Kiprotich Kebenei      | Kenia      | 1:00:11 | Anikó Kálovics           | Ungarn      | 1:11:57 |
| 3. Apr. 2004  | Robert Kipkorir Kipchumba     | Kenia      | 1:00:21 | Tiziana Alagia           | Italien     | 1:13:21 |
| 5. Apr. 2003  | John Yuda Msuri               | Tansania   | 1:00:25 |                          |             |         |
| 13. Apr. 2002 | Rachid Berradi                | Italien    | 1:00:20 |                          |             |         |
| 31. März 2001 | Patrick Mutuku Ivuti -2-      | Kenia      | 1:00:42 |                          |             |         |
| 15. Apr. 2000 | Patrick Mutuku Ivuti          | Kenia      | 1:00:49 |                          |             |         |
| 17. Apr. 1999 | Paul Tergat -6-               | Kenia      | 0 59:22 |                          |             |         |
| 4. Apr. 1998  | Paul Tergat -5-               | Kenia      | 0 59:17 |                          |             |         |
| 12. Apr. 1997 | Paul Tergat -4-               | Kenia      | 1:00:23 |                          |             |         |
| 30. März 1996 | Paul Tergat -3-               | Kenia      | 0 58:51 |                          |             |         |
| 1. Apr. 1995  | Paul Tergat -2-               | Kenia      | 0 59:56 |                          |             |         |
| 16. Apr. 1994 | Paul Tergat                   | Kenia      | 1:00:13 | Maria Guida              | Italien     | 1:10:19 |
| 3. Apr. 1993  | Moses Tanui -4-               | Kenia      | 0 59:47 | Rosanna Munerotto        | Italien     | 1:11:07 |
| 11. Apr. 1992 | Moses Tanui -3-               | Kenia      | 1:01:06 |                          |             |         |
| 13. Apr. 1991 | Moses Tanui -2-               | Kenia      | 1:00:51 |                          |             |         |
| 7. Apr. 1990  | Moses Tanui                   | Kenia      | 1:01:43 |                          |             |         |
| 8. Apr. 1989  | John Ngugi                    | Kenia      | 1:01:24 |                          |             |         |
| 16. Apr. 1988 | Diamantino dos Santos         | Brasilien  | 1:02:51 |                          |             |         |
| 11. Apr. 1987 | Gelindo Bordin                | Italien    | 1:03:16 |                          |             |         |
| 12. Apr. 1986 | Alberto Cova -3-              | Italien    | 1:02:04 |                          |             |         |
| 28. Apr. 1985 | Enzo Davoglio                 | Italien    | 1:07:14 | Carla Beurskens          | Niederlande | 1:12:30 |
| 6. Mai 1984   | Alberto Cova -2-              | Italien    | 1:01:52 | Laura Fogli              | Italien     | 1:14:10 |
| 7. Mai 1983   | Alberto Cova                  | Italien    | 1:03:28 | Rosa Mota                | Portugal    | 1:13:22 |
| 4. Apr. 1982  | Mohamed Kedir -2-             | Äthiopien  | 1:01:02 | Grete Waitz              | Norwegen    | 1:09:19 |
| 12. Apr. 1981 | Robert de Castella            | Australien | 1:04:52 | Silvana Cruciata -4-     | Italien     | 1:17:39 |
| 30. März 1980 | Robele Wolde                  | Äthiopien  | 1:06:04 |                          |             |         |
| 8. Apr. 1979  | Edmundo Warnke                | Chile      | 1:07:05 | Barbara Moore            | Neuseeland  | 1:18:30 |
| 16. Apr. 1978 | Franco Fava                   | Italien    | 1:04:31 | Silvana Cruciata -3-     | Italien     | 1:18:44 |
| 3. Apr. 1977  | Mohamed Kedir                 | Äthiopien  | 1:03:26 | Silvana Cruciata -2-     | Italien     | 1:22:05 |
| 11. Apr. 1976 | Víctor Mora                   | Kolumbien  | 1:01:24 | Silvana Cruciata         | Italien     | 1:15:27 |